# Cấu trúc vi phân
Cấu trúc vi phân trong hình học cho phép thực hiện các phép tính vi phân trên các đa tạp. Nó được xác định bởi đại số các hàm trơn trên đa tạp đó. Trên mỗi đa tạp có thể có nhiều cấu trúc vi phân khác nhau. Năm 1962, nhà toán học John Milnor đã nhận giải thưởng Fields cho các công trình của ông về các cấu trúc vi phân trên mặt cầu bảy chiều.